# 463 v. Chr.
Portal Geschichte | Portal Biografien | Aktuelle Ereignisse | Jahreskalender | Tagesartikel

◄ |
6. Jahrhundert v. Chr. |
5. Jahrhundert v. Chr. |
4. Jahrhundert v. Chr. |
►

◄ | 480er v. Chr. | 470er v. Chr. | 460er v. Chr. | 450er v. Chr. |
440er v. Chr. |
►

◄◄ | ◄ | 466 v. Chr. | 465 v. Chr. | 464 v. Chr. | 463 v. Chr. |
462 v. Chr. |
461 v. Chr. |
460 v. Chr. |
► |
►►

## Ereignisse

### Politik und Weltgeschehen

#### Perserreich
Der ägyptische Gegenkönig Inaros II. führt in Ägypten eine Revolte gegen die Oberherrschaft des Perserreichs. Er dringt von der Festung Marea ins Nildelta vor und besiegt den Satrapen Achaimenes vernichtend.

#### Griechenland
In Athen wird gegen Kimon wegen dessen spartafreundlicher Politik ein Scherbengericht durchgeführt, das dieser aber übersteht. Einer der Ankläger ist Perikles.
Nach zweijähriger Belagerung erobert Athen die Insel Thasos und bestraft sie für ihren Abfall vom Attischen Seebund.

### Kultur/Natur und Umwelt
- 30. April: Anlässlich einer totalen Sonnenfinsternis über Griechenland komponiert der Dichter Pindar einen Paian.

## Gestorben
- Achaimenes, persischer Satrap
- Lucius Aebutius Helva, römischer Konsul des Jahres 463 v. Chr. erliegt einer Seuche
- Publius Servilius Priscus, römischer Konsul des Jahres 463 v. Chr. erliegt einer Seuche